# Almighty blues
Almighty blues of Almighty blues London & beyond is een livealbum van Wishbone Ash. Het album is opgenomen tijdens een van de vele concerten die de band gaf naar aanleiding van de uitgifte van het studioalbum Bona fide. Ben Granfelt speelde nog mee tijdens die tournee, maar zou afscheid nemen voordat er sprake was van een nieuw album. Granfelts landgenoot Muddy Manninen zou het stokje overnemen. Het album is opgenomen in Londen, zonder een specifieke plaats te noemen. De set werd op 27 juni 2003 opnieuw gespeeld voor 30.000 man publiek op Arrow Rock Festival.

## Musici
- Andy Powell – gitaar, zang
- Ben Granfelt – gitaar, zang
- Bob Skeat – basgitaar, zang
- Ray Weston – slagwerk

## Muziek
| Nr. | Titel                | Duur |
| --- | -------------------- | ---- |
| 1.  | Almighty blues       |      |
| 2.  | Warrior              |      |
| 3.  | Throw down the sword |      |
| 4.  | Standing in the rain |      |
| 5.  | Faith, hope and love |      |
| 6.  | Changing tracks      |      |
| 7.  | On your own          |      |
| 8.  | Come rain, come sun  |      |
| 9.  | Ancient remedy       |      |
| 10. | Time was             |      |
| 11. | Jail bait            |      |